# Fostul Hotelul Royal din Curtea de Argeș
Fostul Hotelul Royal din Curtea de Argeș este un monument istoric aflat pe teritoriul municipiului Curtea de Argeș.

## Galerie

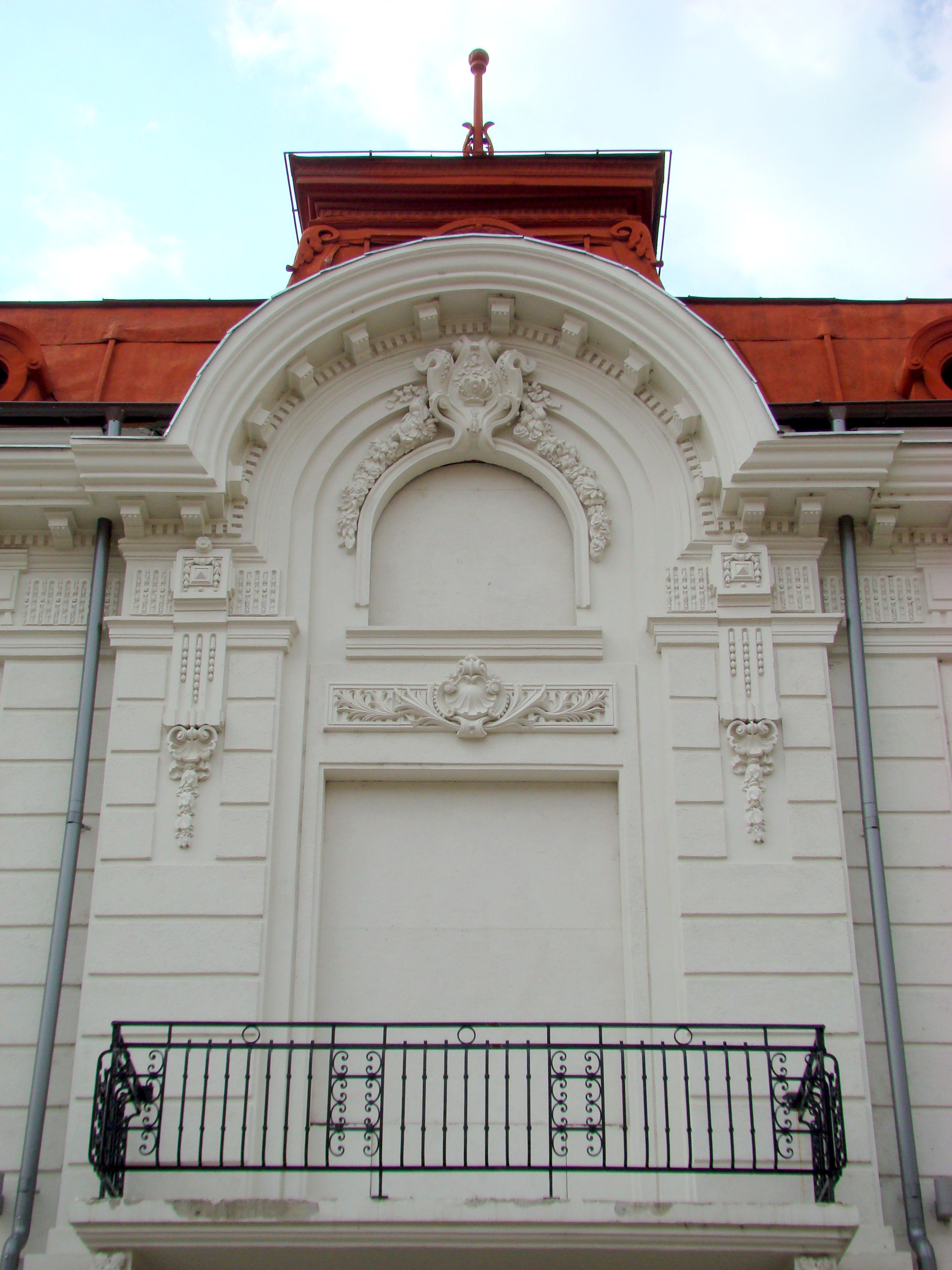
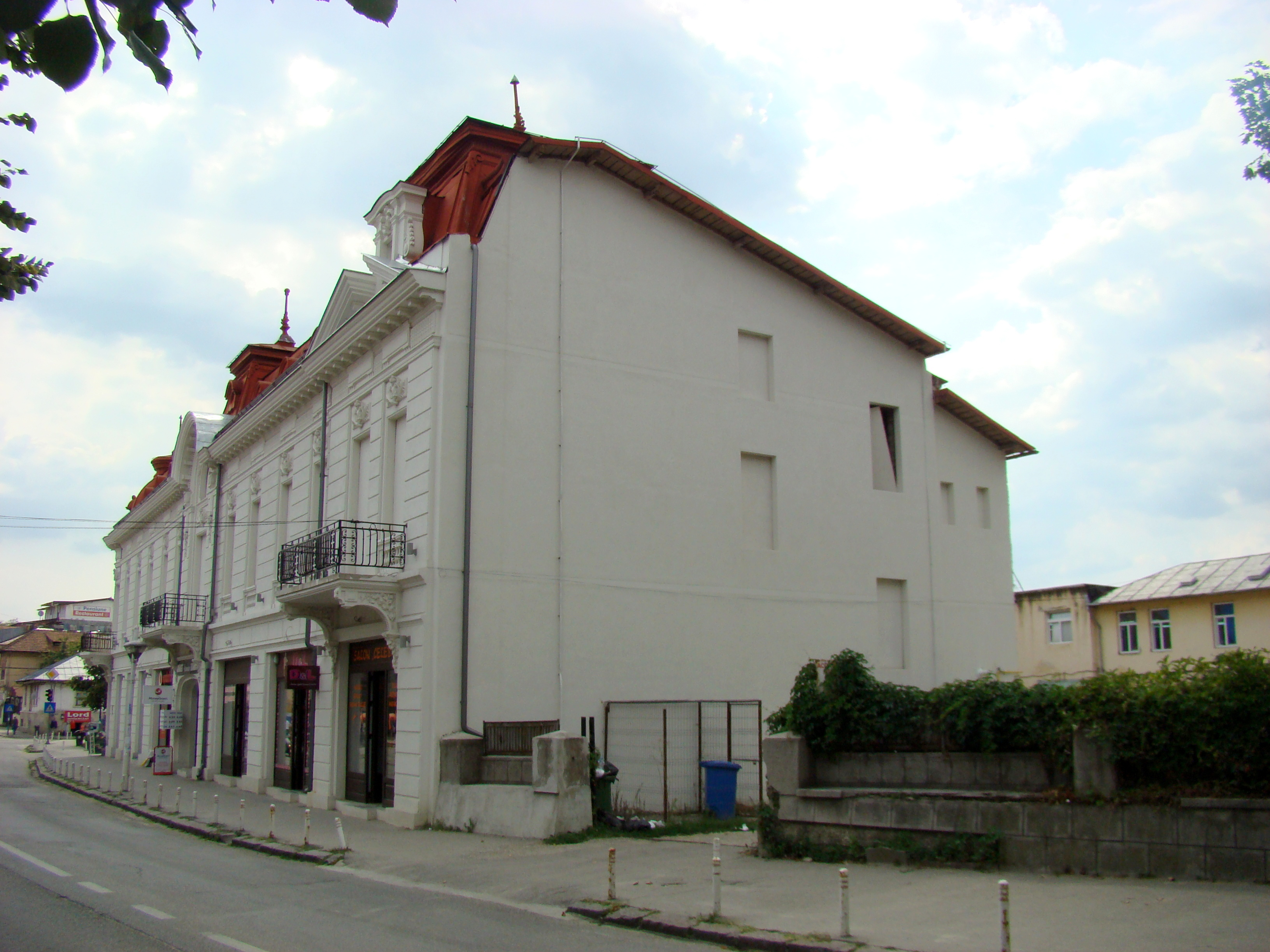
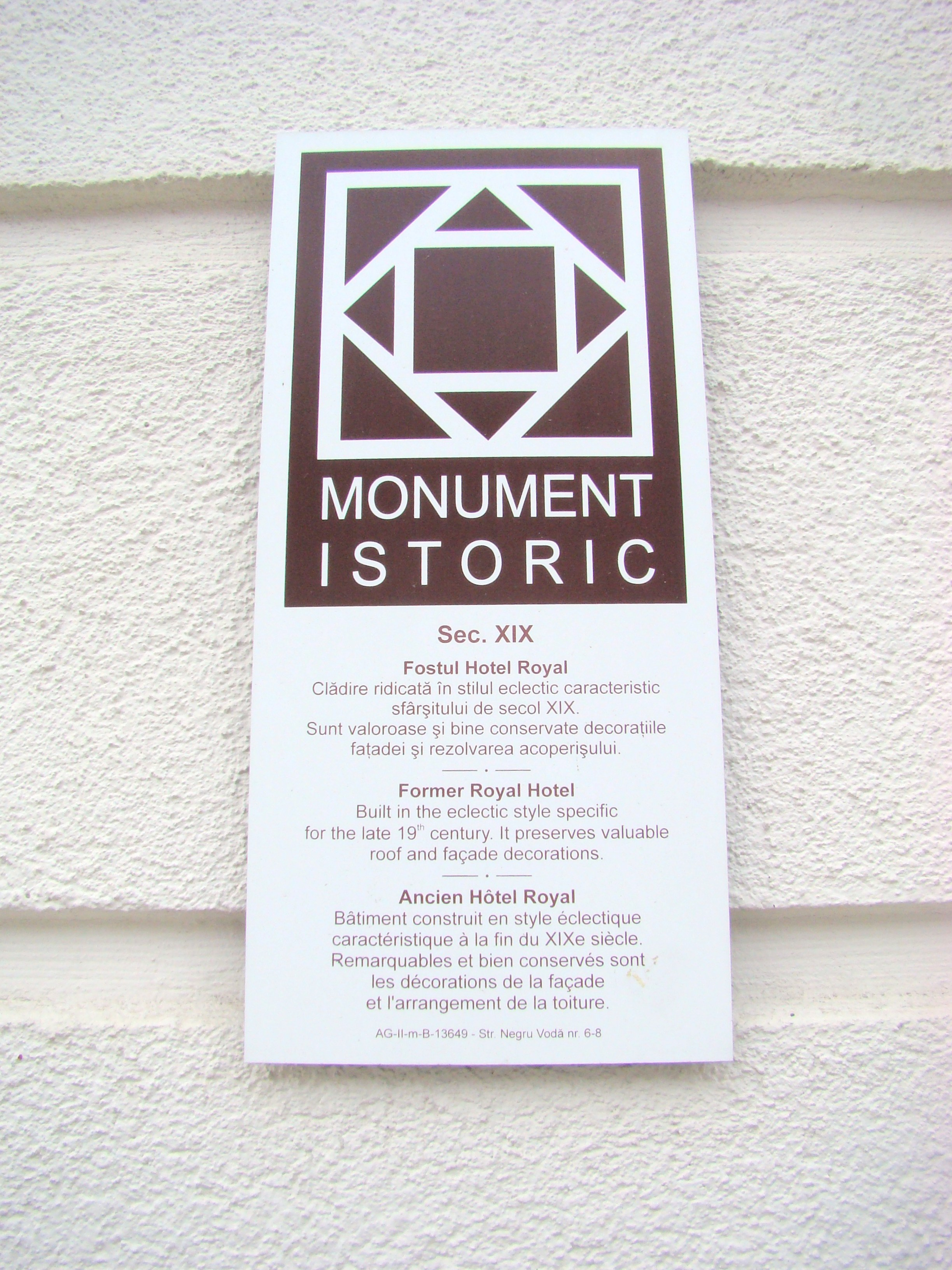
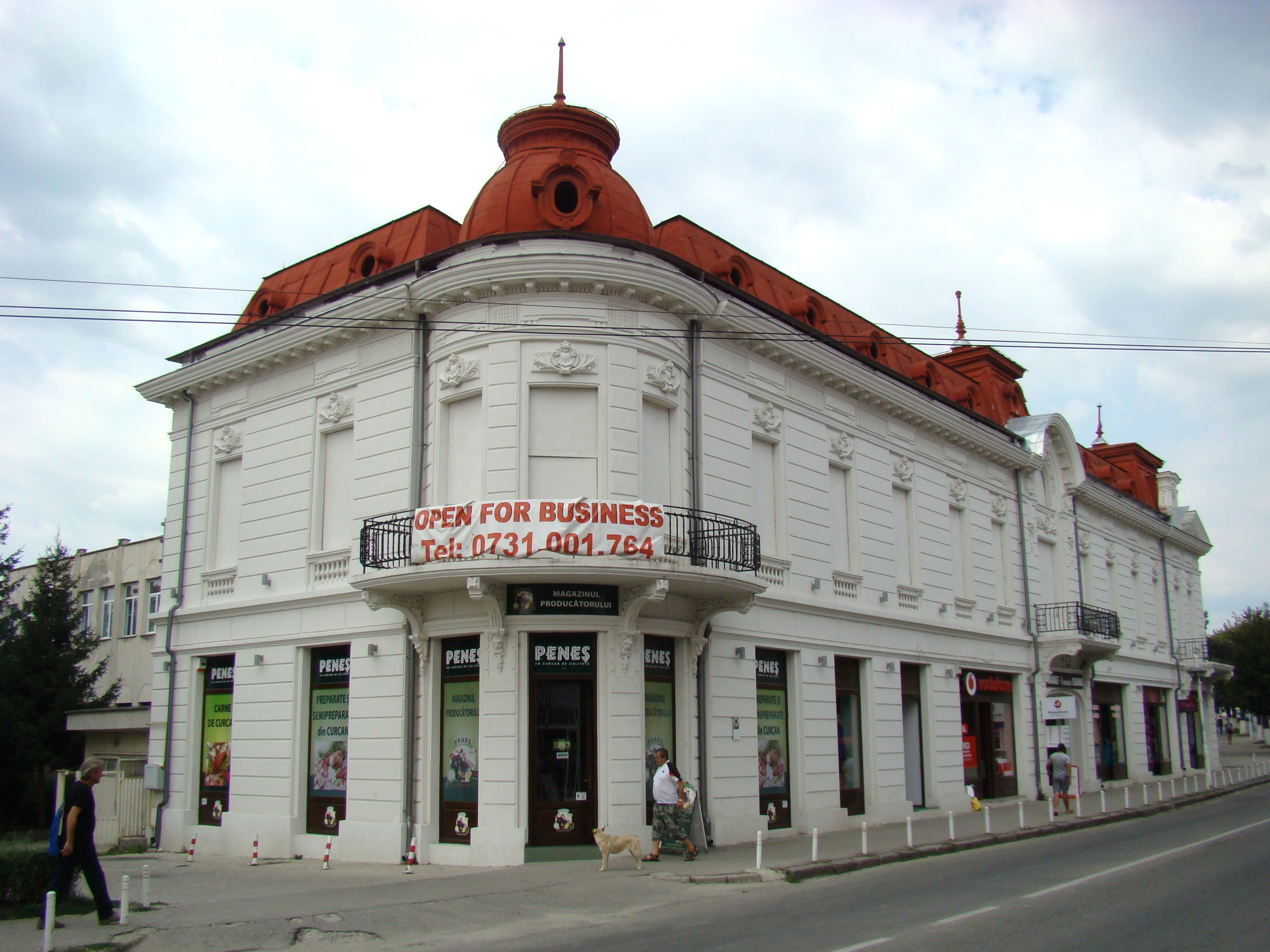
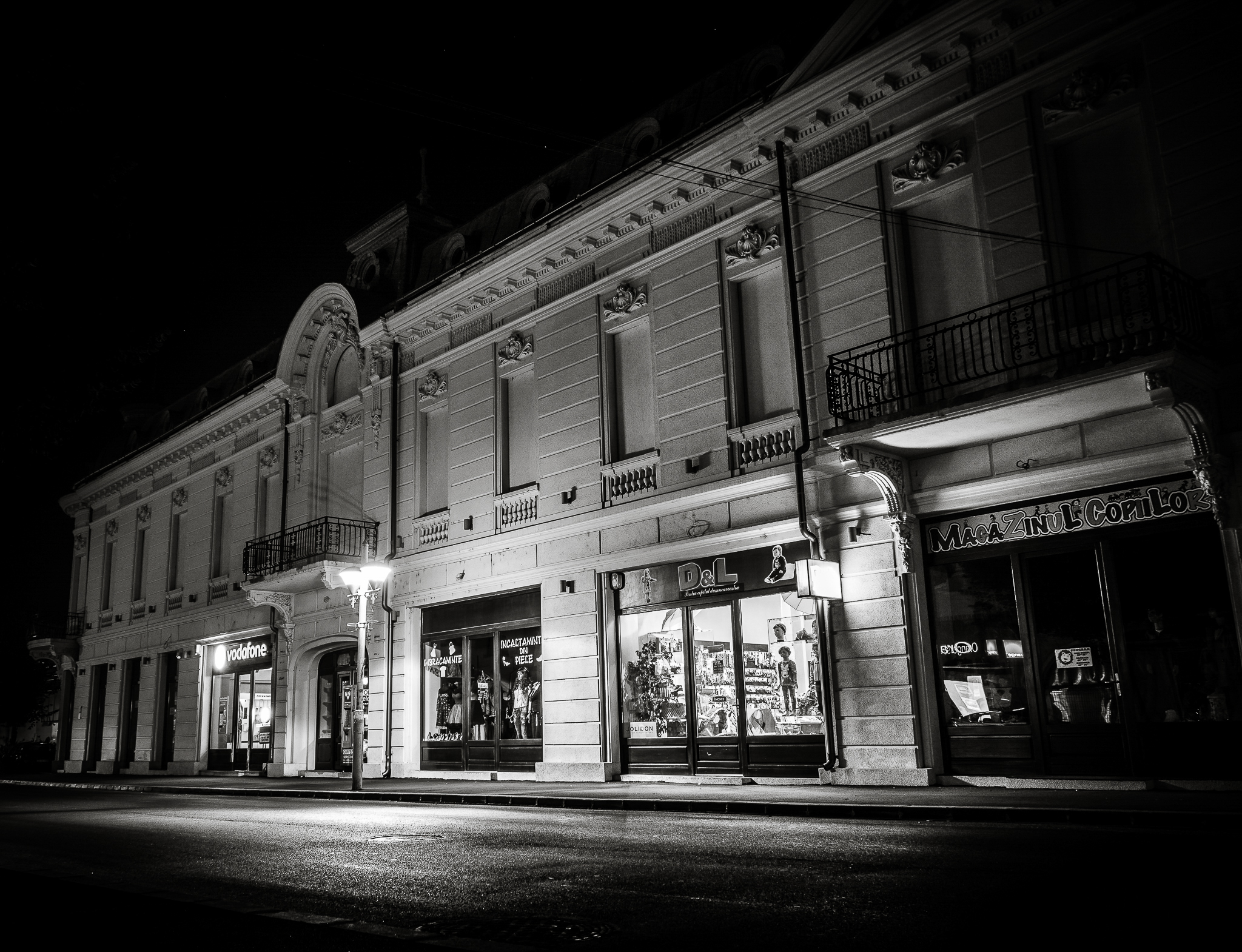